# Збарська Регіна Миколаївна
Регíна Миколáївна Збáрська (рос. Регина Николаевна Збарская; 27 вересня 1935, Вологда (за іншим джерелом — Ленінградська область) — 15 листопада 1987, Москва) — радянська модель. Стала всесвітньо відомою на початку 1960-х років. Велику популярність набула в Парижі, де її називали «найкрасивішою зброєю Кремля», пізніше її стали називати «радянська Софі Лорен».

## Біографія
Існують дві версії щодо місця народження Регіни та її батьків. За однією з них, батько Регіни був родом з Югославії, сама Регіна народилася в Ленінграді; батьки були цирковими гімнастами, і, коли їх дочка була ще геть малою, виконуючи трюк під куполом цирку, розбилися на смерть, після чого дівчинка опинилася в дитячому будинку. За іншою, Регіна народилася у Вологді, де її мати — Дарія Тихонівна Колеснікова, працювала лікаркою, а її батько — Микола Дементійович Колесніков — був відставним офіцером.
У 1953 році 17-річна Регіна Колесникова приїхала до Москви і вступила до ВДІКУ на економічний факультет. Під час навчання вона стала з'являтися на «богемних» вечірках, де одного разу її помітила відома модельєрка Віра Аралова. Саме з цієї зустрічі почалася модельна кар'єра Регіни. Беручи участь в показах Аралової, Колеснікова показала всьому світу, що в СРСР теж є мода. Французький журнал Paris Match назвав її «найкрасивішою зброєю Кремля». А коли В'ячеслав Зайцев підстриг Збарську під пажа і створив образ «італійської красуні», Регіну в західній пресі охрестили «радянською Софі Лорен».
У 1958 році Регіна знялася у фільмі «Матрос з „Комети“», що вийшов на екрани в тому ж році. У картині вона грає італійську співачку Сільванну (в титрах вказана як Р. Колеснікова).
Єдиним чоловіком Регіни був московський художник Фелікс-Лев Збарський — син вченого Бориса Збарского, шлюб був укладений на початку 1960-х. У 1967 році Регіна завагітніла, але Збарський не хотів дітей, вона зважилася на аборт, після чого намагалася придушити почуття провини антидепресантами. В цей час чоловік завів роман з акторкою Маріанною Вертинською, а потім пішов до Людмили Максакової, яка в 1970 році народила від ньогр сина. У підсумку, після всіх цих потрясінь, транквілізатори вже не допомагали, і Регіна потрапила в психіатричну лікарню з ознаками сильної депресії.
Радянський розвідник-нелегал Віталій Шликов стверджував у своєму інтерв'ю, що прожив один рік зі Збарською на її квартирі, причому в той період, коли вона ще була офіційно одружена, але вже не жила з чоловіком. Саме в цей період відбулася одна зі спроб самогубства Регіни (шляхом нанесення собі порізів манікюрними ножицями). Головною причиною спроби суїциду Шликов назвав сильний стрес після спроби вербування моделі співробітниками КДБ шляхом застосування шантажу. Також у своїх спогадах він категорично відкинув домисли, що зустрічалися йому в різних джерелах, про те, що Регіна працювала на комітет, допомагаючи збирати різними способами потрібні дані для цього відомства.
Вийшовши з лікарні, Збарська з допомогою заступника директора Будинку моделей Олени Степанівни Воробей повернулася на подіум. Героєм її наступного роману став молодий югославський журналіст, який використовує Регіну для досягнення власної слави. Незабаром під його авторством вийшла книжка німецькою мовою «Сто ночей з Регіною Збарською», в якій яскраво описуються відверті еротичні сцени, а також є інформація про нібито зв'язки Збарської з членами ЦК і доноси на інших моделей.

## Смерть
Після політичного скандалу Збарська тричі намагалася покінчити з собою, з третьої спроби їй це вдалося — вона померла, отруївшись снодійним, у листопаді 1987 року у віці 52 років.
Існує також версія, що Регіна Збарська померла вдома, а не в лікарні. Згідно з цією версією, її знайшли мертвою в квартирі з телефонною трубкою в руках. Колеги по Будинку моделей не прийшли на її похорон, тіло було кремовано. Обставини її смерті залишаються загадковими, а місце поховання — невідомим. За однією з версій, її поховали у Вологді поруч з батьком і тіткою.

## Пам'ять
- Історія загибелі Регіни Збарської розповідається в 305-му випуску з циклу передач «Слідство вели...».
- Один з випусків ток-шоу «Нехай говорять» був майже повністю присвячений Регіні Збарській.
- 2015 рік — кінокомпаніями «FILM.UA» і «Shpil» знято дванадцятисерійним псевдобіографічний художній фільм «Червона королева», знятий за мотивами біографії Регіни Збарської (її роль виконує Ксенія Лук'янчикова). Прем'єра серіалу в Україні відбулася 5 жовтня 2015 року на телеканалі «Інтер». Прем'єра в Росії (Перший канал) — 14 березня 2016 року.